# Pau Posas
Pau Posas (1583-1625), fill de Sant Hipòlit de Voltregà i germà de Joan Posas, que era “un mestre d'escola de Besalú i procurador dels cònsols olotins que el presentà als jurats per a l'obtenció del benefici el 24 d'abril de 1585.
Era clergue i apareix com a quart organista de la capella de música de Sant Esteve d'Olot. Va accedir al càrrec “per obit de Galceran Casals, d'acord amb una sentència notarial de 1583 que li adjudicà el benefici en la causa que seguí conra Jeroni Panot, d'Olot”.
Fou enterrat el 9 de juliol 1625.